# Nimroz
Le Nimroz ou Nimrôz est une province du sud-ouest de l'Afghanistan. Sa capitale est Zarandj.

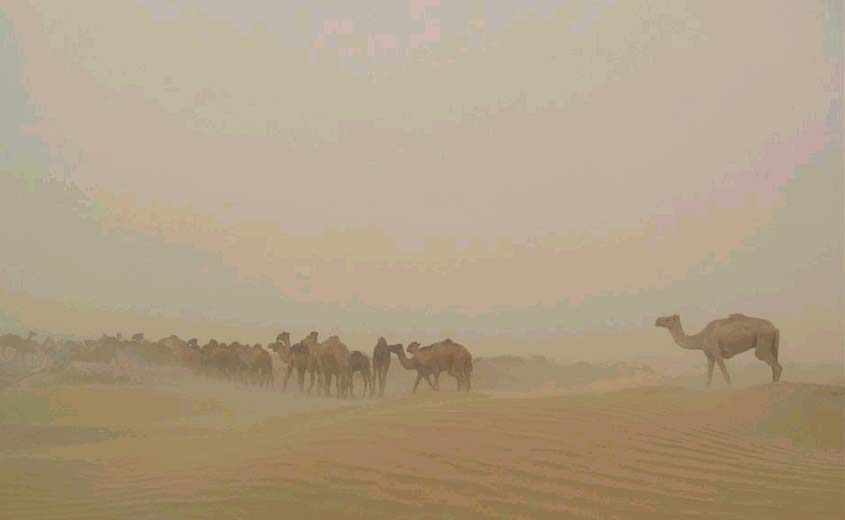
Chakhansur dans la province de Nimruz